# Samuel Wesley (Komponist)

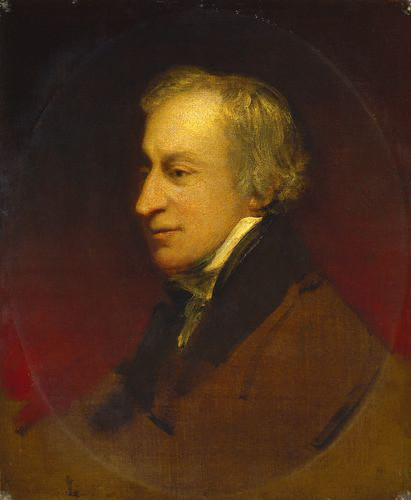
Samuel Wesley

Samuel Wesley (* 24. Februar 1766 in Bristol; † 11. Oktober 1837 in London) war ein englischer Organist und Komponist. Er war ein Sohn des anglikanischen Pfarrers Charles Wesley, ein Neffe von John Wesley und ein Enkel von Samuel Wesley (senior). Sein älterer Bruder Charles Wesley junior (1757–1834) wurde gleichfalls als Organist und Komponist bekannt, ebenso sein Sohn Samuel Sebastian Wesley.

## Leben
Wesley wuchs als Wunderkind auf. Früh erlernte er das Geigen-, Cembalo- und Orgelspiel und war schon als Sechsjähriger für sein Kompositions- und Improvisationstalent bekannt. Damals schrieb er das Oratorium Ruth, und mit elf Jahren acht Stücke für das Cembalo. Er erwarb sich einen beachtlichen Ruf als Organist; unter seinen zahlreichen Kompositionen finden sich Stücke für Orgel und Klavier, Werke für Streicher, Cembalo und Orgel sowie sechs Sinfonien. Die bekanntesten Motetten sind Exultate Deo und In exitu Israel. Anlässlich seiner Konversion zum Katholizismus schrieb er 1784 eine Messe unter dem Titel Missa de Spiritu Sancto, die er Papst Pius VI. widmete.
Er war es auch, der die Musik von Johann Sebastian Bach in England einführte, zusammen mit Charles Frederick Horn veröffentlichte er die englische Ausgabe Das Wohltemperierte Klavier (englisch: The Well-Tempered Clavier).
Er wurde auf dem Friedhof der Gemeinde St. Marylebone im Londoner Stadtviertel Marylebone begraben.

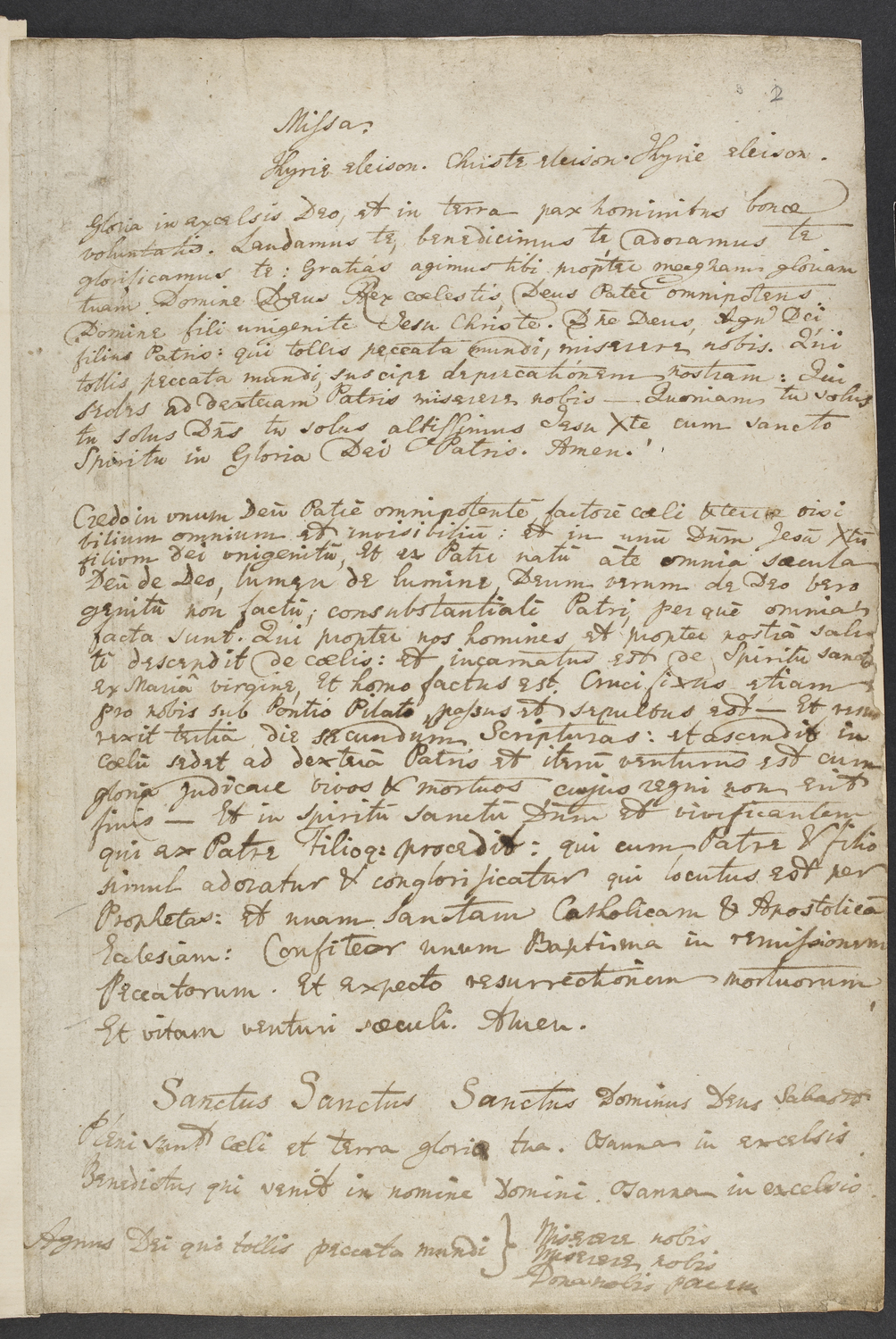
Handschrift Samuel Wesleys: Text seiner Missa da Spritu Sancto.